# Asesinato de Allison Bonilla
En la noche del 4 de marzo de 2020, se denunció ante las autoridades costarricenses la desaparición de la joven Allison Pamela Bonilla Vásquez (Cartago, 7 de noviembre de 2001), quien se encontraba retornando de la casa de su novio, ubicada en la localidad cartaginesa de Cachí, y se dirigía hacia su vivienda en el poblado de Ujarrás, después de tomar un autobús. Previo a la denuncia de su desaparición, la joven le avisó a su novio mediante varios mensajes de texto y de voz que se encontraba siendo perseguida por dos personas desconocidas. A partir del 5 de marzo, las autoridades, los vecinos de la localidad y la familia de la desaparecida encabezaron un proceso de búsqueda de pistas que culminó con el hallazgo de restos óseos de la joven en un basurero de la comunidad, el 28 de septiembre del mismo año.
A raíz de testimonios y pruebas recabadas por agentes judiciales, Nelson Sánchez Ureña, un vecino de la joven, fue arrestado el 2 de septiembre por el Organismo de Investigación Judicial (OIJ) para una investigación y confesó a su abogado el 4 de septiembre el secuestro y asesinato de Allison Bonilla, manifestando que habría depositado sus restos en un basurero. El 30 de abril de 2021, el Juzgado Penal de Cartago ordenó enviar a juicio a Nelson Sánchez Ureña, como sospechoso del asesinato de Allison Bonilla.
El caso del homicidio de Allison Bonilla tuvo gran repercusión en los medios de comunicación costarricenses y en las redes sociales, llegándose inclusive a convocar varias manifestaciones en memoria de la joven y de otras mujeres que fueron asesinadas en circunstancias similares, tales como los casos de María Luisa Cedeño y Luany Salazar. En redes sociales como Facebook, muchas costarricenses colocaron en sus fotos de perfil un filtro con el lema "Nací para ser libre, no asesinada", en memoria de las mujeres asesinadas y en contra de los actos de homicidio y de violencia hacia la mujer.

## Antecedentes
Allison Pamela Bonilla Vásquez nació el 7 de noviembre de 2001, en la ciudad de Cartago, y residía junto a su madre, Yendry Vásquez, en la urbanización Florencio del Castillo, localizada en el poblado de Ujarrás, en el distrito de Cachí, cantón de Paraíso. Al momento de su desaparición, tenía una relación sentimental con Harold Segura, un joven de la localidad, y acudía a recibir clases nocturnas en el Liceo Enrique Guier Sáenz, a unos pocos kilómetros de su lugar de residencia.

## Desaparición
Allison salió de su casa en Ujarrás alrededor de las 5:15 p. m. del miércoles 4 de marzo de 2020 para asistir a su tercer día de lecciones en el Liceo Enrique Guier Sáenz, ubicado a unos 5.5 kilómetros de distancia. La joven llegó al centro educativo alrededor de las 6:00 p. m., pero debió retirarse alrededor de quince minutos después debido a que el centro había cancelado las clases por ese día. Vestía un jeans azul, una blusa color blanco y mostaza y unas tenis color blanco. Allison decidió desplazarse a la casa de su tía, más cambió de decisión y terminó trasladándose a la casa de su novio, Harold Segura. Para trasladarse a este lugar, Allison debió caminar por tres minutos, por lo que no le tomó mucho tiempo en llegar. Alrededor de las 8:00 p. m., la joven ya se habría retirado de la casa de su novio para trasladarse a una parada de autobús, ubicada a unos cuantos metros del lugar, para dirigirse a su casa de habitación, y, para las 8:10 p. m. ya habría tomado el autobús. Después de que Allison se retira, Harold, quien habría salido a realizar una diligencia, se percata de ello y le envía un mensaje de texto aconsejándole a Allison que "mejor lo hubiera esperado" y que él "le habría pagado un taxi".
Alrededor de las 8:40 p. m., la joven habría llegado a su destino, sin embargo, ahora debía trasladarse a pie a su casa de habitación, en la urbanización Florencio del Castillo, por medio de un trayecto oscuro y solitario de 1,6 kilómetros de distancia. Por las características de este trayecto, Allison contactó a su madre para pedirle que la topara en un puente localizado a unos 500 metros de distancia de su casa y así culminar el trayecto junto a ella. Entre las 8:40 y 8:50 p. m., la joven se comunicó con su novio por medio de WhatsApp y le dijo, textualmente, que "venía en el bus y me acabo de bajar del bus y se bajan dos pintas, pero pintiticas, y vienen ahí, detrás mío. Más bien voy a apurarle, porque me da miedo”, haciendo alusión a que se encontraba siendo perseguida por dos personas desconocidas, y que por ello, iba a apresurar su paso. La joven fue perseguida por un total de 850 metros, aproximadamente. Unos cuantos minutos después, la madre de Allison, Yendry Vásquez, llegó al lugar pactado anteriormente para esperar a su hija y acompañarla, sin embargo, la joven nunca llegó al lugar. Una cámara de seguridad de una casa cercana al puente captó, alrededor de las 8:47 p. m., a Allison dirigiéndose hacia su casa, con un paso apresurado. Poco después, la madre de Allison reportó ante las autoridades la desaparición de su hija e inició su proceso de búsqueda.

### Investigación

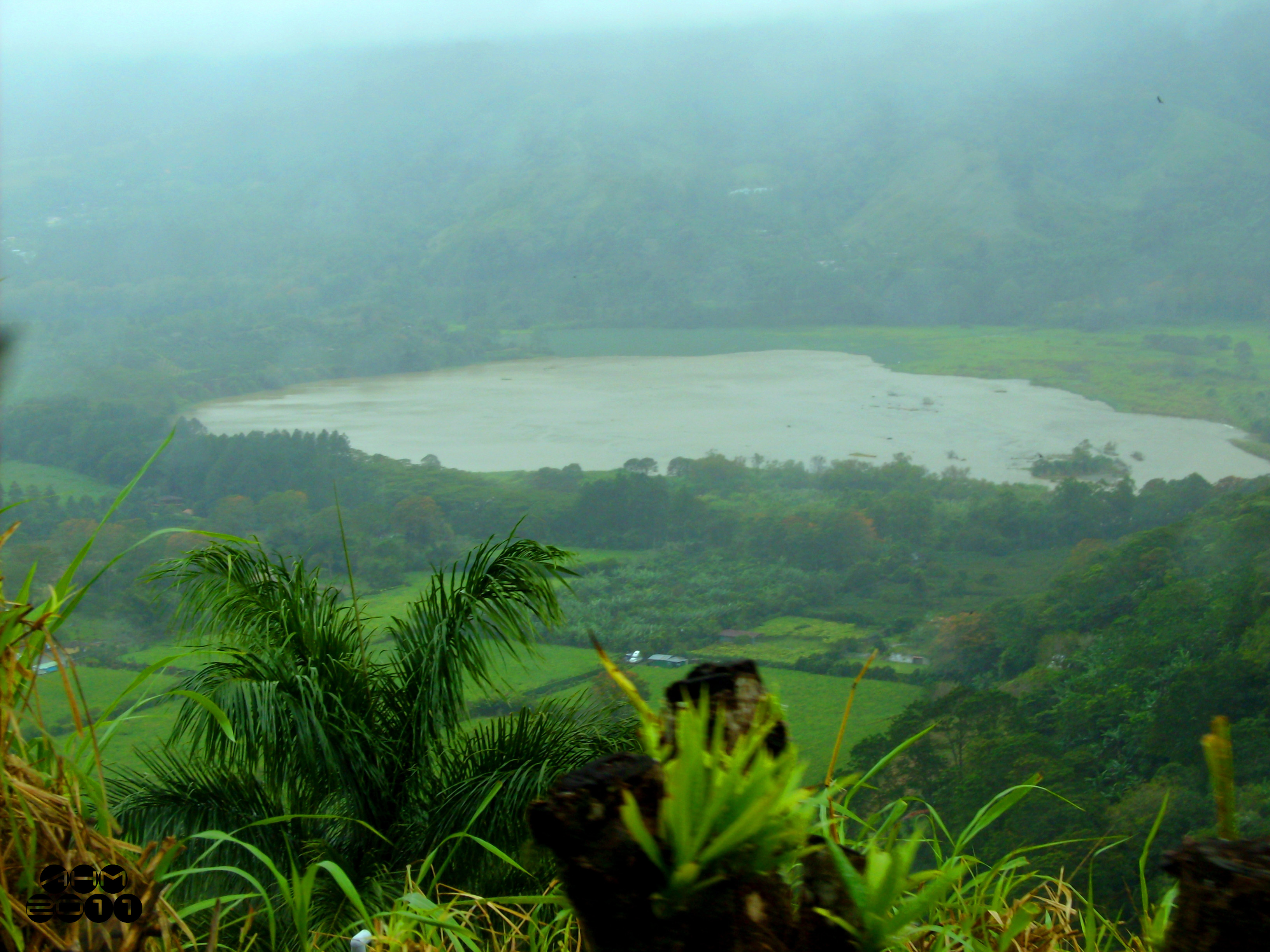
El Lago de Cachí, uno de los lugares donde se realizaron las principales tareas de búsqueda de Allison Bonilla.

El Organismo de Investigación Judicial (OIJ) y el Ministerio de Seguridad Pública se unieron a la investigación al día siguiente. Se investigaron diferentes lugares cercanos a la localidad, entre ellos el Lago de Cachí y la represa hidroeléctrica del mismo nombre. En este día son encontrados en la localidad de Urrasca, ubicada a un kilómetro de distancia de su casa de habitación, unos lentes pertenecientes a la joven y que llevaba puestos el día de su desaparición. El 11 de marzo, un vecino de la localidad informó a las autoridades, que, alrededor de las 8:30 p. m., vio a Allison pasar caminando y a un automóvil estacionado, cerca del puente pactado. Posteriormente, este automóvil arrancó y comenzó a seguir a la joven, para luego devolverse a toda velocidad.
El 29 de marzo, el OIJ anunció que habría allanado una serie de viviendas cercanas a la residencia de Allison y que habría decomisado un vehículo perteneciente a un vecino, el 25 de marzo anterior, a raíz de recibir una serie de testimonios y pruebas anónimas. El 30 de marzo, el OIJ anunció que habría abierto una investigación en contra de un hombre llamado Nelson Sánchez Ureña, quien residía en una de las casas allanadas anteriormente y era el propietario del vehículo decomisado. Sánchez fue enviado a prisión preventiva. El 4 de abril, un trabajador de un cafetal cercano a la zona encontró la cédula de identidad de Allison Bonilla, siendo esta la segunda pista encontrada sobre la desaparición de la joven. Después de varios días e intentos de investigación, las autoridades confirmaron el 17 de abril que habrían encontrado "indicios importantes" sobre la desaparición de Allison en el automóvil que habría sido decomisado días antes, más sin brindar muchos más detalles. El 1 de mayo, la Cruz Roja Costarricense se une a los esfuerzos de búsqueda de la joven.
Después de varias semanas sin nueva información, el abogado de la familia de Allison anunció el 1 de julio que ya se tenía identificada a la persona responsable de la desaparición de la joven, sumándose a las declaraciones hechas por el OIJ en el mes de abril. Finalmente, el 2 de septiembre, Nelson Sánchez Ureña es formalmente arrestado por el Organismo de Investigación Judicial para su investigación y confiesa a su abogado el 4 de septiembre el secuestro, violación y asesinato de Allison Bonilla, manifestando que habría depositado sus restos en un basurero. El 3 de septiembre, tras varios análisis criminalísticos, se encontraron rastros de aparente sangre en la cajuela del vehículo decomisado en el mes de marzo, los cuales se compararon con unos análisis de ADN de la familia de la Allison, los cuales resultaron positivos. A partir del testimonio de Sánchez, las autoridades inician la búsqueda de los restos de Allison en varios basureros cercanos a la localidad.
Entre el 27 y 28 de septiembre, las autoridades judiciales, con ayuda de varios grupos voluntarios, hicieron el hallazgo de más restos del cuerpo de Allison en un basurero de la localidad de San Jerónimo, en Cachí. Entre los restos hallados se encontraron prendas de ropa, una tenis, una media con un trozo de uña y restos óseos. Al tiempo en que se descubrían estos nuevos hallazgos, Nelson Sánchez, quien se encontraba siendo indagado por el Poder Judicial, se retracta de sus declaraciones hechas a inicios del mes y por medio de las cuales se logaron encontrar más restos de Allison Bonilla. El indagado mencionó que "todas y cada una de las declaraciones que realicé en días anteriores, que me retracto de todo lo dicho porque las mismas no son ciertas, quiero indicar que las realicé bajo tortura y presión psicológica”. A pesar de ello, las autoridades judiciales continuaron con la investigación y el proceso judicial correspondiente. El 25 de septiembre, la familia de Allison elaboró un funeral tras el hallazgo de los nuevos restos de su cuerpo.
Sánchez fue acusado formalmente por la Fiscalía Adjunta contra el Narcotráfico y Delitos Conexos el 1 de marzo de 2021. El 30 de abril, el Juzgado Penal de Cartago ordenó enviar a juicio a Nelson Sánchez Ureña, como sospechoso del asesinato de Allison Bonilla. Asimismo, el juzgado ordenó extender la sentencia de prisión preventiva de Nelson Sánchez por cuatro meses más.

#### Reconstrucción de los hechos
Después de varios meses de búsqueda de pruebas y de investigación, la Fiscalía General de la República y el Organismo de Investigación Judicial construyeron varias teorías las cuales presumen que Nelson Sánchez fue el responsable de secuestrar a Allison Bonilla y de trasladarla hasta una finca, donde la habría golpeado y posteriormente asesinado. Según el OIJ, Sánchez se habría acercado a Allison en su automóvil, en la noche del 4 de marzo de 2020, aprovechándose de que tenía miedo porque era tarde y porque dos hombres desconocidos la seguían. Sánchez le habría ofrecido ayuda a la joven para llevarla a casa en su automóvil, pero en cambio la habría atacado y la habría subido en el maletero de su auto. Posteriormente, habría traslado a la joven una finca, donde la habría golpeado, atacado sexualmente y asesinado, y luego habría depositado sus restos en un basurero.
La reconstrucción de los hechos también determinó que Sánchez se habría intentando comunicar con Allison Bonilla días antes de los hechos. De acuerdo con la madre de la joven, “Una vez Allison fue a traer a mis sobrinas gemelas a la parada del bus por la casa y él (Nelson Sánchez) venía para acá y las trajo a las tres, pero no hablaron en todo el camino, ellas me dijeron eso. Las dejó al frente de mi casa, ella (Allison) se bajó y le dio las gracias... A los días, él le puso un Messenger (Facebook), preguntándole que si él le caía mal o no. Mi Allison le dijo que no, que nunca le había hablado y no lo conocía, por lo que no podía caerle mal, por lo que él solo le puso que estaba bien”.

## Consecuencias y reacciones

### Comunidad y medios de comunicación
El caso del homicidio de Allison Bonilla tuvo gran repercusión en los medios de comunicación costarricenses y en las redes sociales, llegándose inclusive a convocar varias manifestaciones en memoria de la joven y de otras mujeres que fueron asesinadas anteriormente en circunstancias similares, tales como los casos de María Luisa Cedeño y Luany Salazar. En redes sociales como Facebook, muchos costarricenses colocaron en sus fotos de perfil un filtro con el lema "Nací para ser libre, no asesinada", en memoria de las mujeres asesinadas y en contra de los actos de femicidio y de violencia hacia la mujer. Se realizaron manifestaciones en diferentes localidades del país, tales como San José, San Pedro, San Ramón, Cartago, Cachí, Liberia, Quepos y Golfito.
Desde el primer día de la desaparición de Allison Bonilla, las comunidades de Cachí y de otras localidades cercanas al lugar del suceso, se sumaron como voluntarios al proceso de búsqueda de pistas y de los restos de la joven.

### Familia
Desde el 4 de marzo de 2020, la familia de Allison Bonilla trabajó arduamente para la búsqueda de la joven, así como recibió apoyo de varias comunidades del país. La tía de Allison Bonilla aseguró que mucha gente en el país y hasta de otros países, le escribieron para darles apoyo y eso les ha devuelto la fe. El novio de Allison, Harold Segura, aseguró en septiembre de 2020, después de las declaraciones de Nelson Sánchez, que "¿Por qué hacerle esto a una mujer? ¿Por qué apagar su vida? Por apagar la vida de una mujer la cual quería salir adelante, cumplir sus sueños y metas, solo quiero decir que muchas gracias a las personas que han estado tanto con mi familia y con la de ella".

### Figuras públicas
En diciembre de 2020, la boxeadora costarricense Yokasta Valle Álvarez aprovechó una pelea ante Tina Rupprecht para rendir un homenaje a la memoria de Allison Bonilla y Luany Salazar.
Varios diputados y diputadas de la Asamblea Legislativa de Costa Rica manifestaron su rechazo ante lo acontecido, entre ellos Paola Vega, Franggi Nicolás, Laura Guido, María Inés Solís, y José María Villalta. Ante el femicidio de Allison Bonilla, y otros casos relacionados que acontecieron en 2020 y meses previos, varios diputados presentaron iniciativas y aprobaron proyectos de ley para castigar más fuertemente este tipo de casos, siendo uno de ellos el expediente 21.793, Ley de Penalización de la Violencia contra las Mujeres, presentado por la diputada Aida Montiel.
La entonces presidenta ejecutiva del Instituto Nacional de las Mujeres (INAMU), Patricia Mora Castellanos, manifestó en septiembre de 2020, el asesinato de Allison Bonilla como "un acto monstruoso" y rechazó lo acontecido.

### Condena
En la mañana del 18 de agosto de 2021, Nelson Sánchez Ureña fue oficialmente condenado a 18 años de prisión por homicidio simple, quedando absuelto del delito de violación. Tras un recurso de casación, dicha sentencia fue anulada por la sala penal de la Corte Suprema de Justicia, por lo que el caso fue revisado nuevamente y se determinó el delito como homicidio calificado, por lo que su pena fue aumentada a 35 años de prisión.